# Carry on (lied van CSNY)
Carry on is een lied Crosby, Stills, Nash & Young dat werd geschreven door Stephen Stills.
Het verscheen in 1970 op de B-kant van de single Teach your children; in Griekenland verscheen het op de A-kant met Ohio op de B-kant. Daarnaast verscheen het dat jaar als openingsnummer van het album Déjà vu. De opnamen van dat album waren ver gevorderd toen Graham Nash tegen Stills zei dat er nog geen pakkende opener was zoals op de eerste CSN plaat. Even later kwam Stills met een demo van Carry On met daaraan vastgemaakt een nieuwe versie van de song "Questions" die hij eerder had opgenomen met Buffalo Springfield.  
Er verschenen enkele covers zoals van de Amerikaanse jazzmusicus Fareed Haque (1997) en van Timothy B. Schmit (2000) die eerder bij Poco en The Eagles speelde. In 1998 werd het gesampled door de Britse bigbeatact Monkey Mafia voor het nummer Steppa's ball.

## Tekst en inhoud
Het is vooral een nummer van de band als geheel en niet zozeer een solonummer van een van de leden van deze superband. De samenzang klinkt tegen de achtergrond van zowel akoestische als elektrische muziekinstrumenten die allemaal door Stephen Stills zijn ingespeeld op bas en drums na.
In het lied wordt de zanger 's morgens wakker en dan weet hij zeker dat zij echt vertrokken is. Een nieuwe dag, een nieuwe weg – zij vervolgt haar weg en hij de zijne. Het lied heeft de boodschap door te gaan. Er is (een nieuwe) liefde in aankomst.

## NPO Radio 2 Top 2000
Het lied was tot en met 2019 vrijwel jaarlijks terug te vinden in de Top 2000 van Radio 2:

| Nummer met noteringen in de NPO Radio 2 Top 2000 | '99 | '00 | '01 | '02 | '03 | '04 | '05 | '06 | '07  | '08 | '09 | '10 | '11 | '12 | '13  | '14  | '15  | '16  | '17  | '18  | '19  |
| ------------------------------------------------ | --- | --- | --- | --- | --- | --- | --- | --- | ---- | --- | --- | --- | --- | --- | ---- | ---- | ---- | ---- | ---- | ---- | ---- |
| Carry on                                         | 949 | 586 | -   | 642 | 576 | 818 | 839 | 905 | 1029 | 838 | 935 | 978 | 982 | 846 | 1003 | 1400 | 1574 | 1436 | 1575 | 1718 | 1756 |

1. ↑  Een '-' betekent dat het nummer niet was genoteerd en een vetgedrukt getal geeft de hoogste notering aan.
2. ↑  Deze tabel is bijgewerkt tot en met de laatste editie (2024).